# Damià Campeny
Damià Campeny est un sculpteur catalan espagnol néo-classique, né à Mataró en 1771 et mort à Barcelone en 1855.

## Biographie
Après des études à l'École de la Llotja de Barcelone, il réside seize ans à Rome, où il travaille pour les ateliers de restauration du Vatican et subit l'influence déterminante d'Antonio Canova. Il rentre en Espagne en 1816 (après les guerres napoléoniennes), devient professeur à la Llotja et est nommé sculpteur de cour par le roi Ferdinand VII.

## Œuvre
Avec José Álvarez y Cubero et Antonio Solá, il illustre pour la sculpture espagnole l’abandon du baroque et le retour aux idéaux classiques : choix du marbre plutôt que du bois, sujets antiques et mythologiques plutôt que catholiques, lignes sinueuses mais apaisées. Il est bien représenté au Musée national d'Art de Catalogne. Son monument à Galceran Marquet se trouve à Barcelone

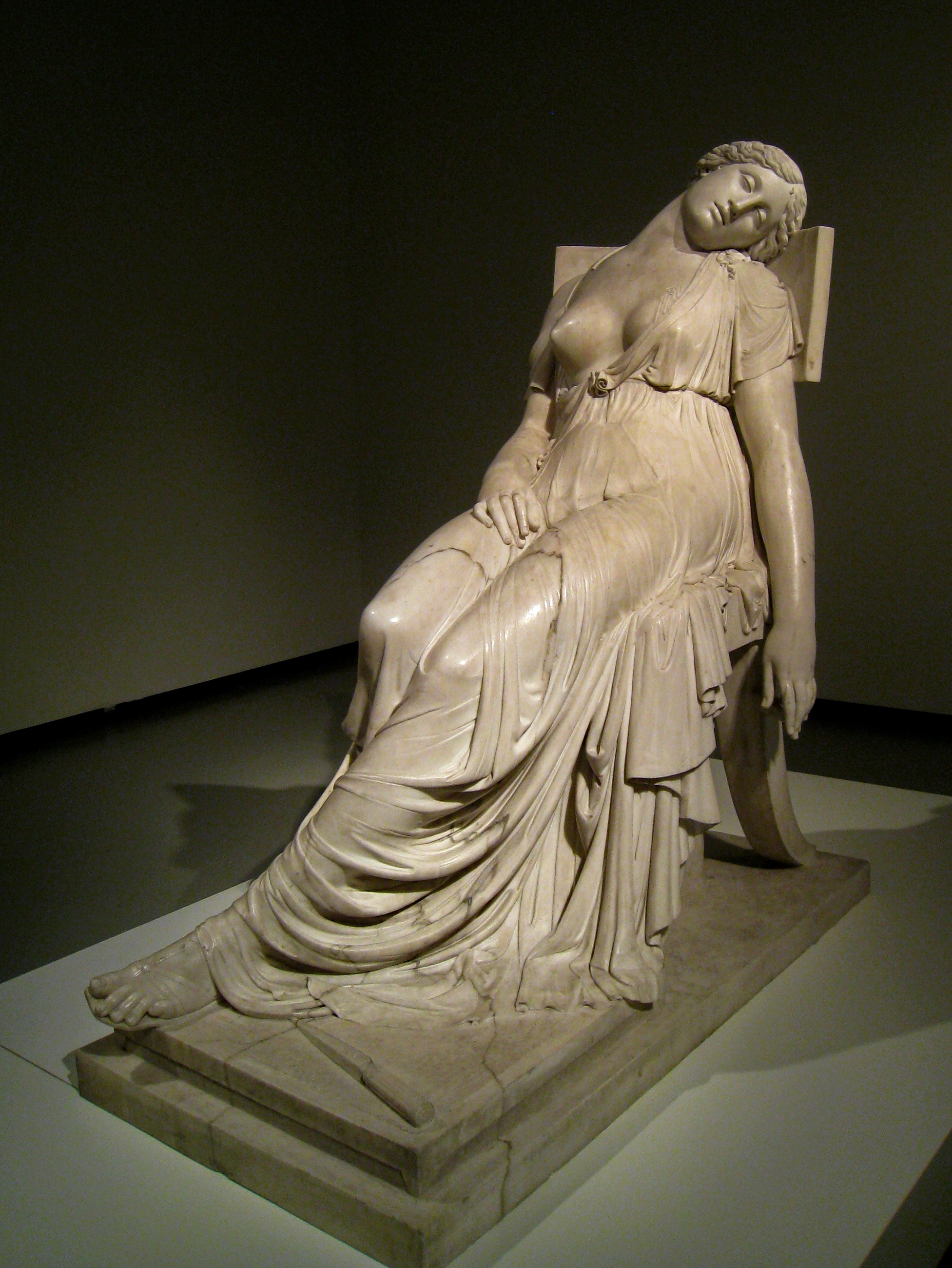
Lucrèce morte (1804), Chambre de Commerce de Barcelone.
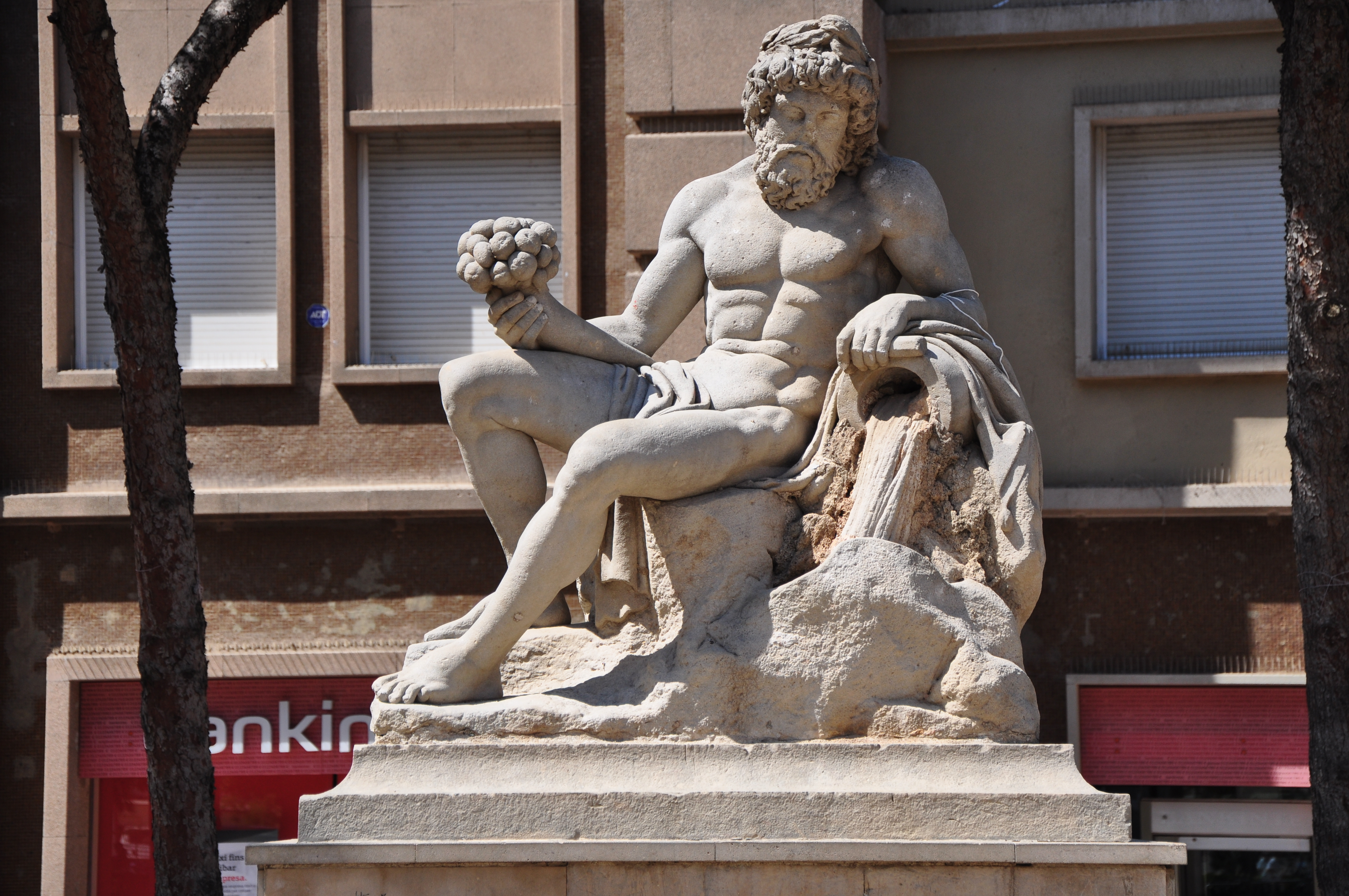
Fontaine du Vieillard (1818), Place de Sants à Barcelone.
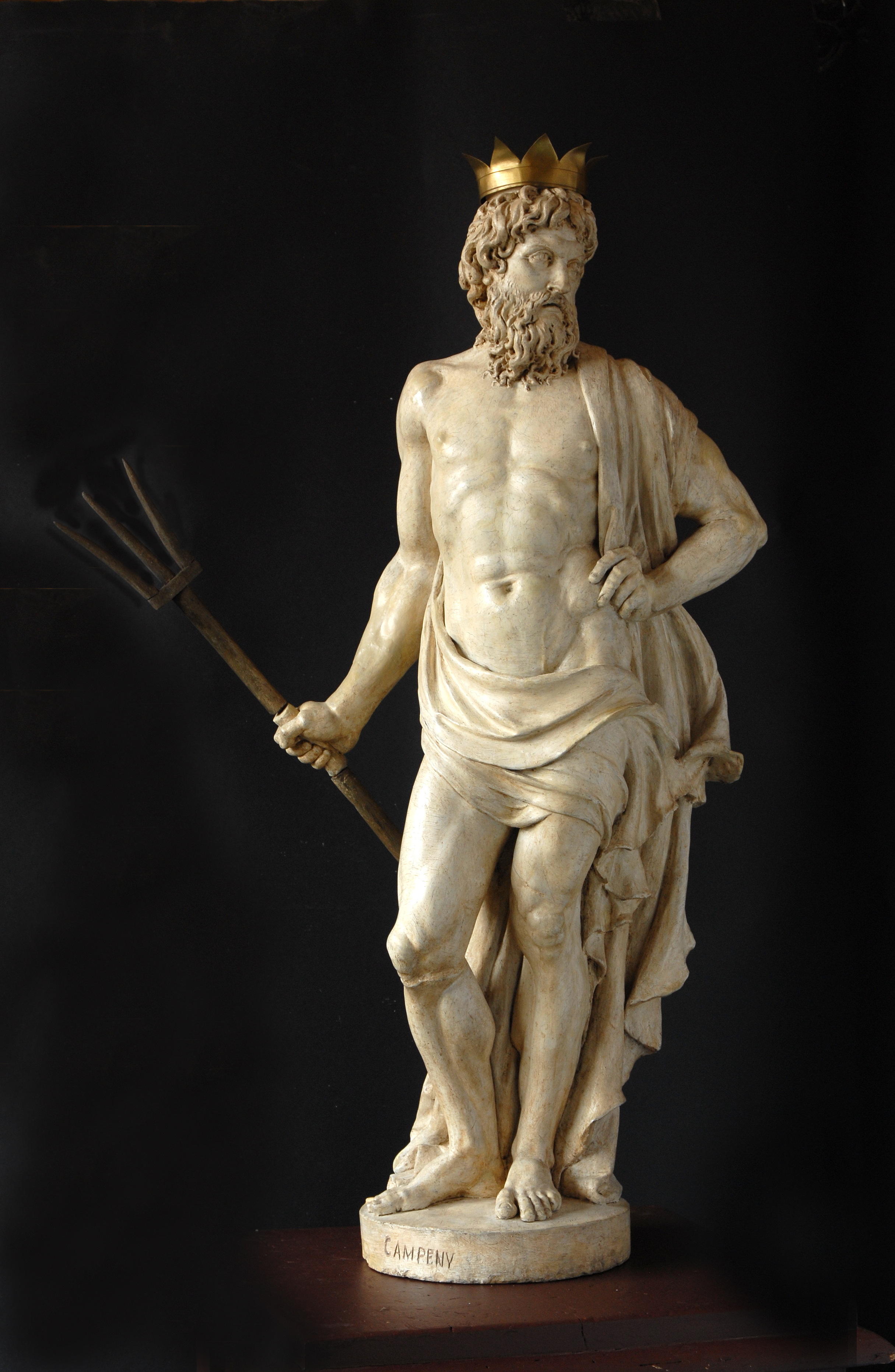
Neptune (1832), Bibliothèque-musée Víctor Balaguer.